# Chen Po-liang
Chen Po-liang (陳柏良S, Chén BǎiliángP; Kaohsiung, 11 agosto 1988) è un calciatore taiwanese, centrocampista del Qingdao Xihaian.

## Carriera

### Club
Ha giocato nella massima serie hongkonghese ed in quella cinese.

### Nazionale
Ha giocato nella nazionale taiwanese Under-23.
Nel 2006 ha esordito in nazionale maggiore.

## Statistiche

### Cronologia presenze e reti in nazionale
| Cronologia completa delle presenze e delle reti in nazionale ― Taipei cinese | Cronologia completa delle presenze e delle reti in nazionale ― Taipei cinese | Cronologia completa delle presenze e delle reti in nazionale ― Taipei cinese | Cronologia completa delle presenze e delle reti in nazionale ― Taipei cinese | Cronologia completa delle presenze e delle reti in nazionale ― Taipei cinese | Cronologia completa delle presenze e delle reti in nazionale ― Taipei cinese | Cronologia completa delle presenze e delle reti in nazionale ― Taipei cinese | Cronologia completa delle presenze e delle reti in nazionale ― Taipei cinese |
| Data                                                                         | Città                                                                        | In casa                                                                      | Risultato                                                                    | Ospiti                                                                       | Competizione                                                                 | Reti                                                                         | Note                                                                         |
| ---------------------------------------------------------------------------- | ---------------------------------------------------------------------------- | ---------------------------------------------------------------------------- | ---------------------------------------------------------------------------- | ---------------------------------------------------------------------------- | ---------------------------------------------------------------------------- | ---------------------------------------------------------------------------- | ---------------------------------------------------------------------------- |
| 5-9-2019                                                                     | Taipei                                                                       | Taipei cinese                                                                | 1 – 2                                                                        | Giordania                                                                    | Qual. Mondiali 2022                                                          | -                                                                            |                                                                              |
| 10-9-2019                                                                    | Taipei                                                                       | Taipei cinese                                                                | 0 – 2                                                                        | Nepal                                                                        | Qual. Mondiali 2022                                                          | -                                                                            |                                                                              |
| 15-10-2019                                                                   | Kaohsiung                                                                    | Taipei cinese                                                                | 1 – 7                                                                        | Australia                                                                    | Qual. Mondiali 2022                                                          | -                                                                            | 61’                                                                          |
| 14-11-2019                                                                   | Al Kuwait                                                                    | Kuwait                                                                       | 9 – 0                                                                        | Taipei cinese                                                                | Qual. Mondiali 2022                                                          | -                                                                            | 87’                                                                          |
| 19-11-2019                                                                   | Amman                                                                        | Giordania                                                                    | 5 – 0                                                                        | Taipei cinese                                                                | Qual. Mondiali 2022                                                          | -                                                                            |                                                                              |
| Totale                                                                       |                                                                              | Presenze                                                                     | 5                                                                            |                                                                              | Reti                                                                         | 0                                                                            |                                                                              |

## Palmarès

### Club

#### Competizioni nazionali
- Intercity Football League: 2

Taiwan Power Co.: 2010, 2011

#### Competizioni internazionali
- Coppa del Presidente dell'AFC: 1

Taiwan Power Co.: 2011